# العلاقات البوروندية الكينية
العلاقات البوروندية الكينية هي العلاقات الثنائية التي تجمع بين بوروندي وكينيا.

## مقارنة بين البلدين
هذه مقارنة عامة ومرجعية للدولتين:
| وجه المقارنة                                              | بوروندي                                    | كينيا                         |
| --------------------------------------------------------- | ------------------------------------------ | ----------------------------- |
| المساحة (كم2)                                             | 27.83 ألف                                  | 581.31 ألف                    |
| عدد السكان (نسمة)                                         | 10.86 مليون                                | 48.47 مليون                   |
| الكثافة السكانية (ن./كم²)                                 | 390.23                                     | 83.38                         |
| العاصمة                                                   | بوجومبورا، جيتيغا                          | نيروبي                        |
| اللغة الرسمية                                             | اللغة الكيروندية، لغة فرنسية، لغة إنجليزية | اللغة السواحلية، لغة إنجليزية |
| العملة                                                    | فرنك بوروندي                               | شيلينغ كيني                   |
| الناتج المحلي الإجمالي (بليون دولار)                      | 3.48 مليار                                 | 74.94 مليار                   |
| الناتج المحلي الإجمالي (تعادل القوة الشرائية) بليون دولار | 8.13 مليار                                 | 142.24 مليار                  |
| الناتج المحلي الإجمالي الاسمي للفرد دولار أمريكي          | 277                                        | 1.38 ألف                      |
| الناتج المحلي الإجمالي للفرد دولار أمريكي                 | 77                                         | 2.95 ألف                      |
| مؤشر التنمية البشرية                                      | 0.400                                      | 0.548                         |
| رمز المكالمات الدولي                                      | +257                                       | +254                          |
| رمز الإنترنت                                              | .bi                                        | .ke                           |
| المنطقة الزمنية                                           | ت ع م+02:00                                | ت ع م+03:00                   |

## منظمات دولية مشتركة
يشترك البلدان في عضوية مجموعة من المنظمات الدولية، منها:
| علم المنظمة | اسم المنظمة                                                | تاريخ انضمام بوروندي | تاريخ انضمام كينيا |
| ----------- | ---------------------------------------------------------- | -------------------- | ------------------ |
|             | وكالة ضمان الاستثمار متعدد الأطراف                         | 10 مارس 1998         | 28 نوفمبر 1988     |
|             | الأمم المتحدة                                              | 18 سبتمبر 1962       | 16 ديسمبر 1963     |
|             | العملية المشتركة للاتحاد الأفريقي والأمم المتحدة في دارفور | ?                    | ?                  |
|             | منظمة حظر الأسلحة الكيميائية                               | ?                    | ?                  |
|             | منظمة التجارة العالمية                                     | 23 يوليو 1995        | 1995               |
|             | منظمة الشرطة الجنائية الدولية                              | ?                    | ?                  |
|             | الاتحاد الأفريقي                                           | 25 مايو 1963         | 13 ديسمبر 1963     |
|             | البنك الإفريقي للتنمية                                     | ?                    | ?                  |
|             | مؤسسة التنمية الدولية                                      | 28 سبتمبر 1963       | 3 فبراير 1964      |
|             | يونسكو                                                     | 16 نوفمبر 1962       | 7 أبريل 1964       |
|             | مجموعة دول أفريقيا والكاريبي والمحيط الهادئ                | ?                    | ?                  |
|             | الاتحاد البريدي العالمي                                    | ?                    | ?                  |
|             | البنك الدولي للإنشاء والتعمير                              | 28 سبتمبر 1963       | 3 فبراير 1964      |
|             | الاتحاد الدولي للاتصالات                                   | 16 فبراير 1963       | 11 أبريل 1964      |
|             | مؤسسة التمويل الدولية                                      | 28 نوفمبر 1979       | 3 فبراير 1964      |
|             | المركز الدولي لتسوية المنازعات الاستشارية                  | 5 ديسمبر 1969        | 2 فبراير 1967      |

## وصلات خارجية
- موقع وزارة الخارجية الكينية